# Gabriel Donato de Andrade
Gabriel Donato de Andrade (Arcos, 1926 - Belo Horizonte, 1 de janeiro de 2023) foi um engenheiro civil, sócio-fundador do Grupo Andrade Gutierrez, junto com Flávio Gutierrez e Roberto Andrade. Gabriel Andrade, foi dedicado aos investimentos agropecuários, teve duas empresas no setor: a Colonial Agropecuária Ltda e a Fazenda Calciolândia, uma das maiores criadoras de Gir leiteiro do país. Gabriel foi inspirador da Sertãobras, ONG que se dedica ao movimento da legalização do queijo de leite cru no país.

## Morte
Morreu no dia 1 de janeiro de 2023 aos 97 anos vítima de COVID-19.

## Biografia
Natural de Arcos, Minas Gerais, Gabriel Donato de Andrade nasceu em 1926, na Fazenda São Miguel, hoje Calciolândia. Casou-se com Vera Furtado de Andrade em 1949 e tiveram sete filhos.
Aos 22 anos graduou-se no curso de engenharia civil pela Escola de Engenharia da Universidade Federal de Minas Gerais. Neste ano ainda estudante, em dois de setembro de 1948, fundava a Construtora Andrade Gutierrez, hoje a empresa Andrade Gutierrez SA, que completou 60 anos de atividade em 2008, é hoje um grupo brasileiro de capital privado, com atuação em setores como construção pesada, concessões publicas e telecomunicações.
À frente da Andrade Gutierrez, Gabriel Andrade acumulou experiência no setor de construção pesada, e outros setores da economia. Acompanhou de perto a construção de obras no Brasil e em outros paises, portos, aeroportos, hidrelétricas, metrôs, obras viárias, ferrovias, barragens, irrigação, obras industriais e de saneamento. Sócio fundador, também nos anos 40, em Arcos, da fábrica de leite em pó, Industria São Miguel Produtos Alimentícios Ltda.
Gabriel Andrade vem de uma família com longa tradição em seleção de cavalos e gado de leite e tem colaborado intensamente para o desenvolvimento de tecnologias agropecuárias de ponta, adequadas às condições tropicais, em muitos casos em parceria com instituições cientificas e órgãos públicos. São exemplos desta atuação a formação, na Fazenda Calciolândia , em Arcos (MG), de um dos melhores planteis de raça Gir Leiteiro do país, selecionado desde 1962, sempre para a produção de leite à pasto.   Foi um dos lideres e responsáveis pela implantação do teste de progênie do Gir Leiteiro em 1985, conduzido pela  Embrapa Gado de Leite e com apoio fundamental da Fundação Laura Andrade em seu começo. Este programa é reconhecido como pioneiro e um dos melhores programas de seleção de zebuínos para produção de leite em todo o mundo.
Fez também  trabalhos de seleção com a raça Nelore, tanto para corte, quanto de maneira pioneira e única para produção de leite, ambas desde 1970.  Sua seleção no Nelore corte compõe desde 1993 o Programa de Melhoramento Genético do Nelore pela USP, onde vem obtendo reconhecido sucesso, marcado pela coerência e repetição das boas colocações de seu plantel a cada sumário.
Selecionou rebanhos das raças Guzerá e Girolando, para leite, Senepol, para corte e produz o cruzamento e a seleção entre animais das raças Nelore e Gir Leiteiro para produção de matrizes que sirvam como forma para produção de F-1 com Holandês.
Na região do semi-árido do norte de Minas Gerais, onde desenvolve a seleção do gado de corte, se envolveu também na pesquisa de gramíneas forrageiras que melhor se adaptassem  às diferentes condições de clima e solo regionais. Fez convênios com a Embrapa e Epamig para introdução e estudo destas forrageiras e no controle de pragas.
Através da ONG que apóia, Sertãobras, Gabriel Andrade doou 59 cisternas aos pequenos produtores rurais do semi-árido do norte de Minas Gerais, na região da Jaíba.